# Siegfried Haider
Siegfried Haider (* 19. Januar 1943 in Linz) ist ein österreichischer Historiker und Archivar.

## Leben und Wirken
Haider promovierte zum Dr. phil. Er ist Mitglied des Instituts für Österreichische Geschichtsforschung und war von 1989 bis 2003 Direktor des Oberösterreichischen Landesarchivs. Er war als a.o. Professor für Geschichte des Mittelalters und Historische Hilfswissenschaften an der Universität Wien tätig.
Seit 1961 ist er Mitglied der katholischen Studentenverbindung KaV Marco-Danubia Wien.

## Ehrungen und Auszeichnungen
- 1976: Kardinal-Innitzer-Förderungspreis für Geisteswissenschaften
- 2008: Kulturpreis des Landes Oberösterreich im Bereich Geisteswissenschaft[1]

## Publikationen
Haider verfasste zahlreiche wissenschaftliche Aufsätze zur oberösterreichischen Landesgeschichte, die in diversen Fachzeitschriften, Festschriften etc. veröffentlicht wurden, sowie u. a. nachstehende eigenständige Publikationen:
- Geschichte Oberösterreichs. Verlag für Geschichte und Politik, Wien 1987, ISBN 3-7028-0264-9 (ebenso Verlag R. Oldenbourg, München 1987, ISBN 3-486-54081-5), 508 Seiten.
- Das bischöfliche Kapellanat. Band 1. Von den Anfängen bis in das 13. Jahrhundert (= Mitteilungen des Instituts für Österreichische Geschichtsforschung. Ergänzungsband XXV). Hermann Böhlaus Nachfolger, Wien/Köln/Graz 1997, ISBN 978-3-205-08412-9, 411 Seiten.
- Studien zu den Traditionsbüchern des Klosters Garsten (= Mitteilungen des Instituts für Österreichische Geschichtsforschung. Ergänzungsband 52). Böhlau, Wien 2008, ISBN 978-3-7029-0557-6 (ebenso Oldenbourg Wissenschaftsverlag, München 2008, ISBN 978-3-486-58553-7), 202 Seiten.